# Microdynerus rubronotatus
Microdynerus rubronotatus är en stekelart som först beskrevs av Kostylev 1940.  Microdynerus rubronotatus ingår i släktet Microdynerus och familjen Eumenidae. Inga underarter finns listade i Catalogue of Life.